# GMC CCKW

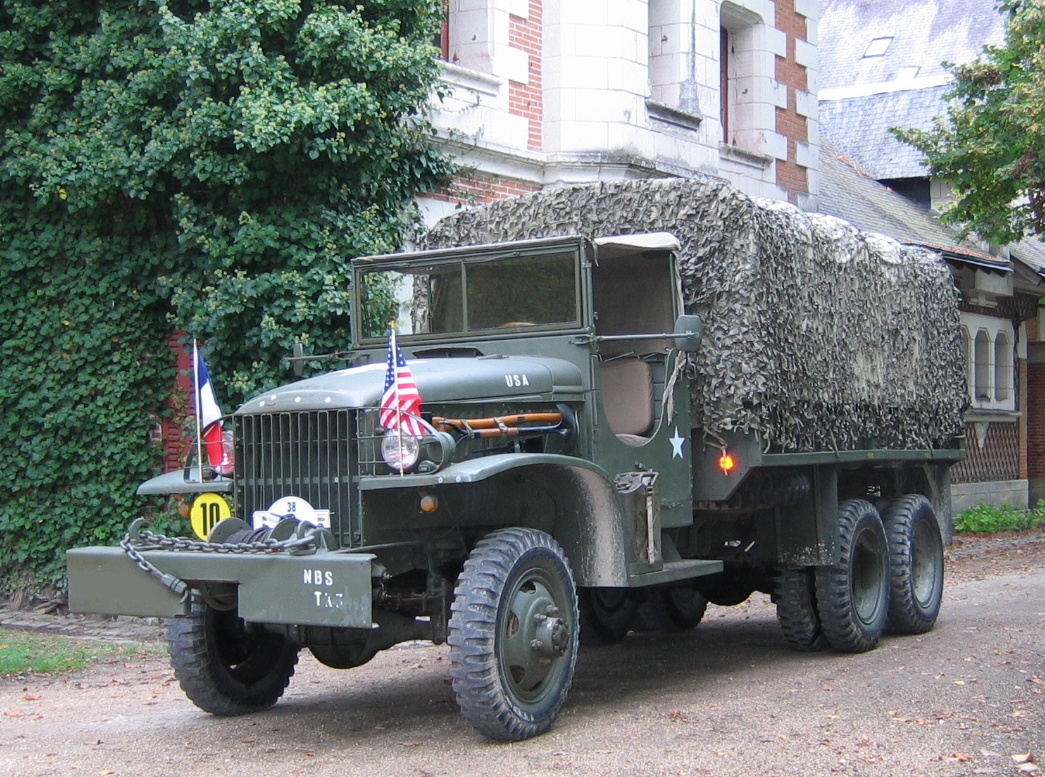
GMC CCKW d'un particulier français en 2008.

Le GMC CCKW est un camion cargo (en) militaire américain de transport à trois essieux moteurs (6 × 6) qui a servi durant la Seconde Guerre mondiale (de 1941 à 1945) et durant la guerre de Corée (1950-1953) dans l'armée américaine, et dans l'armée française durant la guerre d'Indochine (1946-1954) puis la guerre d'Algérie (1954-1962).
Il était proposé en plusieurs variantes, à cabine ouverte torpédo ou fermée, avec treuil et sans treuil, à châssis long (CCKW 353) ou court (CCKW 352) à pont SPLIT ou à pont BANJO, à caisse bois ou à caisse fer.

## Historique

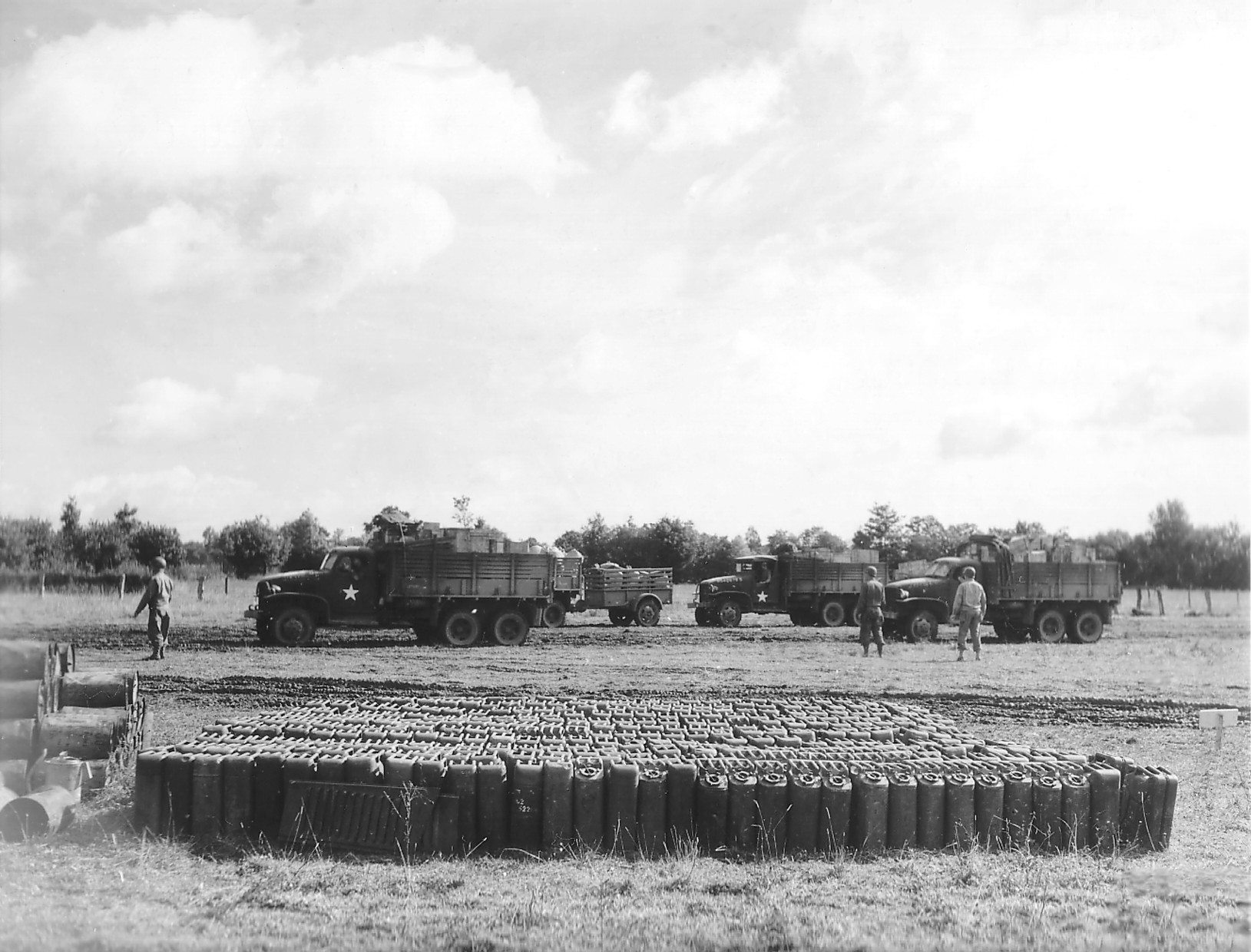
Des GMC CCKW du Red Ball Express.

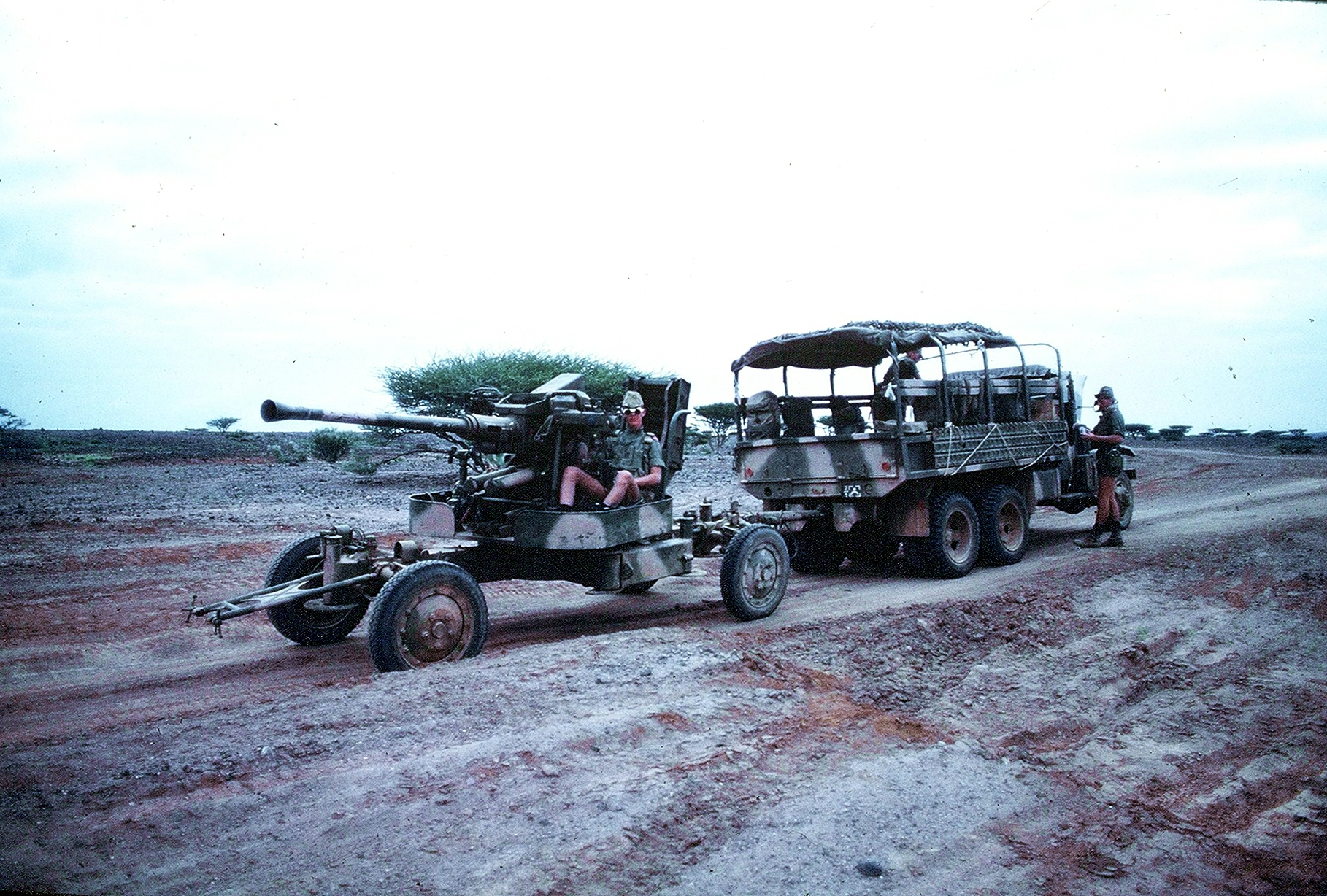
Un canon antiaérien Bofors 40 mm du 5e RIAM tracté par un GMC CCKW en 1984 à Djibouti.

Conçu au départ par la Yello Truck and Coach Company (intégrée par la suite dans la General Motors), ce véhicule répondait à une commande du Quatermasters Corps. Adaptation d'un modèle commercial, il fut construit à plus de 800 000 exemplaires entre 1941 et 1945. Le 800 000e exemplaire fut livré le 5 mai 1945. Il a été utilisé par l'ensemble des armées alliées durant la Seconde Guerre mondiale.
Ce véhicule est équipé de 10 roues motrices sur trois essieux (6 × 6). Il a permis de motoriser à 100 % l'armée américaine avec une charge de 3,450 tonnes[réf. nécessaire] ou 10 hommes de troupe avec équipement et une autonomie de 400 kilomètres. Surnommé "Jimmy" par les hommes de la troupe, il est considéré comme le cheval de trait des armées alliées.
Pour la construction des Advanced Landing Grounds (terrains d'aviation) américains en France à partir de 1944, comme celui de Querqueville (Manche), des roues jumelées étaient mises en place sur l'essieu avant, afin de ne pas faire d'ornières sur le terrain nivelé lors de la pose du carton bituminé, ce dernier étant ensuite recouvert par un grillage à maille carrée de 76 mm (3") en acier corten,.
Dans le cadre du Lend-Lease, l’URSS en reçut plus de 100 000 exemplaires.
Entre 1946 et 1962, l'Armée française l'a utilisé pendant la guerre d'Indochine puis la guerre d'Algérie. Entre 1970 et 1980, ce camion était encore largement utilisé, notamment dans les unités de métropole et d'outre-mer hors du corps de bataille, à la 11e division parachutiste et la 27e division alpine. Il était encore en service en France au début des années 1990 à quelques exemplaires.

Les derniers GMC CCKW en service se trouvaient  dans les petits centres de secours de lutte contre les incendies : camions citerne, dépanneuse, plateau bâché et chez certains dépanneurs civils.
En 2000, les derniers CCKW quittaient l'armée française à la suite de la réforme de l'armée par le président Chirac.
Le grand rayon de braquage et la  consommation élevée en carburant (essence, 40L/100 km) ont entraîné sa réforme. Dans les ventes des Domaines concernant ce matériel, il finissait par ne pas trouver d'acquéreur à 3 500 francs français (environ 530 €).

## Nomenclature
La désignation CCKW vient de la terminologie utilisée par GMC :
| C | le véhicule a été conçu en 1941              |
| C | la cabine est de type conventionnel          |
| K | toutes les roues sont motrices               |
| W | deux essieux avec roues jumelées à l’arrière |